# Frédéric-Charles de Schwarzbourg-Rudolstadt
Titre
Prince de Schwarzbourg-Rudolstadt
29 août 1790 – 13 avril 1793
(2 ans, 7 mois et 15 jours)
Frédéric-Charles de Schwarzbourg-Rudolstadt est un prince de la maison de Schwarzbourg né le 7 juin 1736 à Rudolstadt et mort le 13 avril 1793 dans cette même ville. Passionné d'histoire naturelle, il règne sur la principauté de Schwarzbourg-Rudolstadt de 1790 à sa mort.

## Biographie
Frédéric-Charles est l'aîné des deux fils du prince Louis-Gonthier II et de son épouse Sophie-Henriette Reuss-Untergreiz, et le seul de leurs quatre enfants à survivre à la petite enfance. Passionné d'histoire naturelle, il entretient une correspondance avec de nombreux scientifiques allemands, parmi lesquels Johann Heinrich Merck, Johann August Ephraim Goeze, Friedrich Martini, Johann Samuel Schröter et Johann Ernst Immanuel Walch.
Victime d'un accident vasculaire cérébral en 1792, il meurt au début de l'année suivante. Le théâtre qu'il a fondé à Rudolstadt est inauguré quelques semaines après sa mort. Johann Wolfgang von Goethe en assure la direction de 1793 à 1803.

## Mariages et descendance
Frédéric-Charles se marie en 1763 avec Frédérique-Sophie-Auguste (uk) (1745-1778), fille de son cousin Jean-Frédéric de Schwarzbourg-Rudolstadt. Ils ont six enfants :
- Frédérique (1765-1767) ;
- Louis-Frédéric II de Schwarzbourg-Rudolstadt (1767-1807), prince de Schwarzbourg-Rudolstadt ;
- Henriette (1770-1783) ;
- Charles-Gonthier (de) (1771-1825), épouse la princesse Louise-Ulrique de Hesse-Hombourg (de), fille du landgrave Frédéric V ; par leur fils Adolphe (de), ils sont les grands-parents paternels de Marie, troisième épouse de Frédéric-François II de Mecklembourg-Schwerin (leur fils Henri épouse en 1901 la reine des Pays-Bas Wilhelmine) ;
- Caroline (uk) (1774-1854), épouse le prince Gonthier-Frédéric-Charles Ier de Schwarzbourg-Sondershausen ;
- Christiane-Louise (1775-1808), épouse le landgrave Ernest de Hesse-Philippsthal.

Veuf, Frédéric-Charles se remarie en 1780 avec la princesse Augusta-Louise-Frédérique (pt) (1752-1805), fille de Jean-Auguste de Saxe-Gotha-Altenbourg. Ils n'ont pas d'enfants.